# Kati (artes marciais)
Kati, katchi, tchia dsu, jiàzi ou tàolù é uma simulação solitária de luta muito praticada nas artes marciais chinesas. Equivale ao kata das artes marciais japonesas e ao pumsae das artes marciais coreanas.

## Origem
O termo "kati" é frequentemente utilizado de maneira incorreta para se referir ao conceito de "taolu" nas artes marciais chinesas, especialmente no contexto do Kung Fu. Essa confusão decorre de uma aproximação sonora com o termo "kata", do karatê, e de interpretações errôneas. O termo correto é "tàolù", que se refere a uma sequência de movimentos coreografados que têm como objetivo treinar técnicas específicas do estilo, fortalecer a base, aprimorar o condicionamento físico, desenvolver a concentração mental e equilibrar a energia do corpo por meio de técnicas de respiração. Portanto, é importante utilizar o termo correto, "tàolù", ao se referir a essas rotinas nas artes marciais chinesas, a fim de evitar confusões e garantir uma comunicação precisa sobre essa prática tradicional. 
O termo "kati" deriva do termo em mandarim "jiàzi" ("架子"), que significa algo como a posição em uma configuração ou, então, uma estrutura. Normalmente, o termo é associado a estruturas como estantes com divisórias.  
O termo "tàolù" ("套路") significa, literalmente, um caminho, rotina ou série de técnicas ou truques. 
Apesar da semelhança sonora, não há proximidade etimológica entre "kati" e "kata", nome genérico utilizado para identificar as rotinas nas artes marciais japonesas. Em japonês, "kata" se escreve "型", termo que, em chinês, é lido como "xíng" (significando "tipo" ou "modelo").

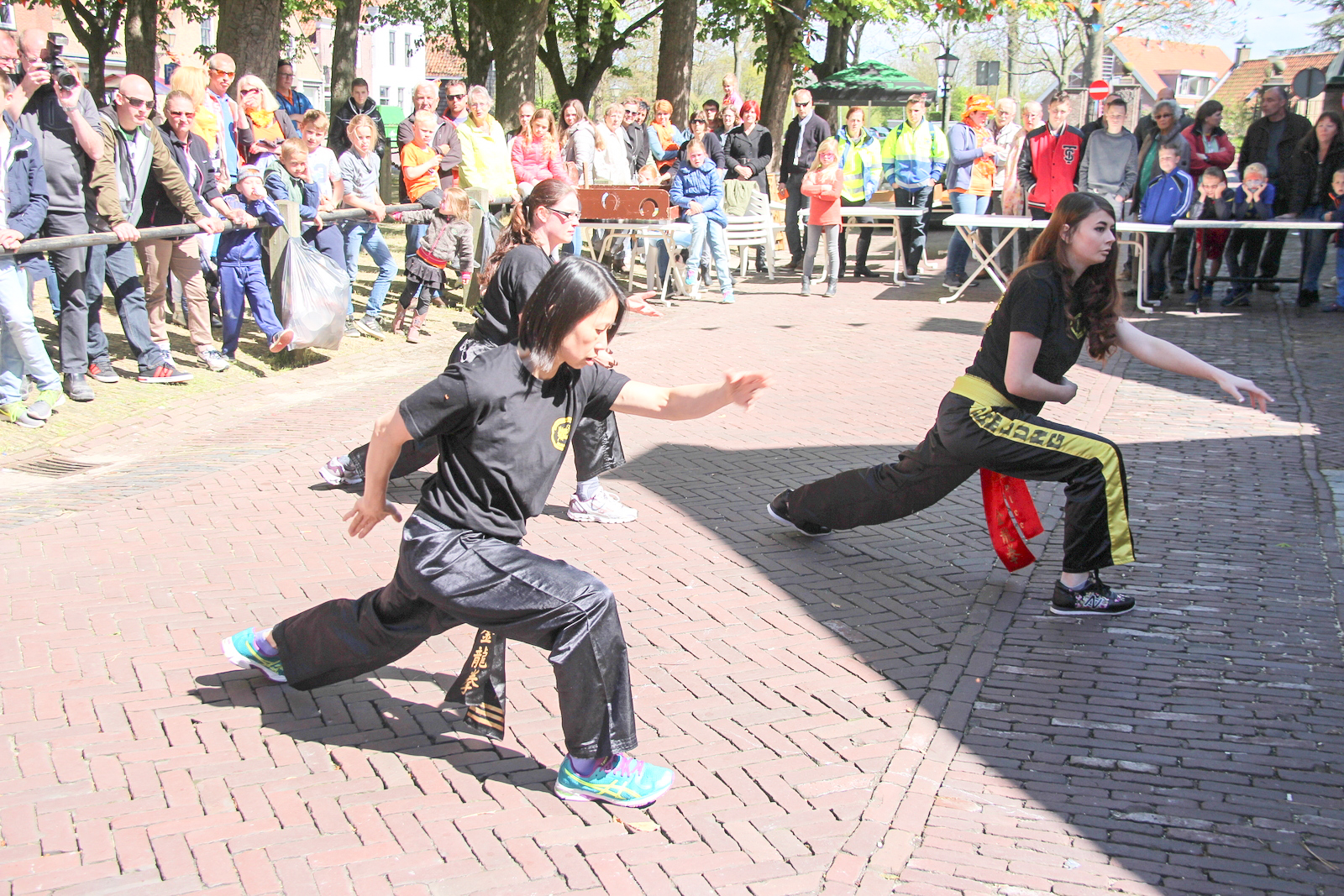
Mulheres praticando um taolu

## Na prática
No taolu, o atleta faz uma luta imaginária individualmente e o objetivo é a perfeição. Muitos acham que o taolu serve somente como apresentação, pelo motivo de muitos utilizarem o taolu dessa forma, mas, além de ser uma técnica esteticamente bonita, o atleta que pratica o taolu deve buscar o aperfeiçoamento da força, do equilíbrio, da flexibilidade, da harmonia e velocidade. 
Existem muitas categorias de taolu tanto com armas quanto sem armas: os mais comuns são o Taolu da Águia, do Louva-deus, do Tigre, do Bêbado, do Cavalo, entre outros. Quando praticado por mais de uma pessoa, ele passa a se chamar Dui Lian, que, como o taolu, pode ser com ou sem armas.

## Taolu equanto arte
Ao contrário do que muitos pensam, o taolu não é violento e pode ser considerado uma arte do tipo da ginástica olímpica. São exigidas, do atleta, muita habilidade motora e concentração mental. Em alguns taolus os movimentos são muito avançados e exigem alongamentos completos, saltos mortais etc.